# Agiulfo
Rei suevo (? - 457) que governou a parte norte do reino suevo (Galécia) depois da morte de Requiário. Era o homem de mão e o pretendente apoiado pelo rei visigodo Teodorico II, na luta de sucessão contra Frantano. Morreu assassinado às mãos de Maldras em Junho de 457 no Castro do Porto.